# 伍尔拂博物馆
伍尔拂博物馆（德語：Wülfing-Museum），是世界第一个织布博物馆。

## 历史
伍尔拂博物馆的同名工厂在1674年成立于德国北萊茵-西發里亞邦上貝吉施縣拉德福爾姆瓦爾德-達勒勞，如今已经有340年历史。在伍尔拂博物馆工厂现场，蒸汽机仍在使用，那是一部雙汽缸复合式发动机。它于1891年开始投入生产使用，一直到1961年為止。
一具超过300马力的发电机仍然繼續使用，提供工厂所需電源。因为工廠结束生產后，它们的主人不希望丟棄，直到今天仍然存在它们原來的位置上。
有340年历史的伍尔拂博物馆，如今展览当年产品、纺织机械和生产过程，作为一个特殊的实验室，让人们参观学习纺织行业的质量控制。各項設備保養良好，当年的蒸汽机如今仍然可以运作。